# Połajewo (gromada w powiecie czarnkowskim)
Połajewo – dawna gromada, czyli najmniejsza jednostka podziału terytorialnego Polskiej Rzeczypospolitej Ludowej w latach 1954–1972.
Gromady, z gromadzkimi radami narodowymi (GRN) jako organami władzy najniższego stopnia na wsi, funkcjonowały od reformy reorganizującej administrację wiejską przeprowadzonej jesienią 1954 do momentu ich zniesienia z dniem 1 stycznia 1973, tym samym wypierając organizację gminną w latach 1954–1972.
Gromadę Połajewo z siedzibą GRN w Połajewie utworzono – jako jedną z 8759 gromad na obszarze Polski – w powiecie czarnkowskim w woj. poznańskim, na mocy uchwały nr 18/54 WRN w Poznaniu z dnia 5 października 1954. W skład jednostki weszły obszary dotychczasowych gromad Krosinek i Połajewo ze zniesionej gminy Połajewo w powiecie czarnkowskim oraz miejscowości Sierakówko i Budziska z dotychczasowej gromady Sierakówko ze zniesionej gminy Ryczywół w powiecie obornickim w tymże województwie. Dla gromady ustalono 24 członków gromadzkiej rady narodowej.
1 stycznia 1960 do gromady Połajewo włączono obszar zniesionej gromady Młynkowo w tymże powiecie.
31 grudnia 1971 do gromady Połajewo włączono obszar zniesionej gromady Boruszyn oraz miejscowość Przybychowo ze zniesionej gromady Huta w tymże powiecie.
Gromada przetrwała do końca 1972 roku, czyli do kolejnej reformy gminnej. 1 stycznia 1973 w powiecie czarnkowskim reaktywowano gminę Połajewo (od 1999 gmina Połajewo należy do powiatu czarnkowsko-trzcianeckiego).